# Kurubarahalli, Arsikere
Kurubarahalli là một làng thuộc tehsil Arsikere, huyện Hassan, bang Karnataka, Ấn Độ.